# Hochschule für Bibliothekswissenschaft und Informationstechnologien
Die Hochschule für Bibliothekswissenschaften und Informationstechnologien (bulgarisch Университет по библиотекознание и информационни технологии) wurde am 2. September 2004 auf Beschluss des bulgarischen Parlaments in Sofia gegründet. Sie ist die Rechtsnachfolgerin des Bibliothekswissenschaftlichen-Kollegs und des Landesbibliothekswissenschaftlichen Institutes, die seit 1950 bestanden.

## Überblick
Die Hochschule verfügt bisher (2010) über eine Fakultät mit den Fachbereichen Bibliothekswissenschaften, Informationssysteme,  Gesellschaftskommunikation und Allgemeinbildung. Es können sowohl Bachelor- als auch Masterabschlüsse erworben werden. Die Studienprogramme entsprechen den Bologna-Regeln mit dem Kreditsystem (ECTS). Weiterhin verfügt die Hochschule über mehrere dreijährige Promotionsprogramme auf Stufe des 3. Bologna-Zyklus.
Die Ausbildungsmodule für ein Bachelorstudium sind:
- Bibliothekswissenschaft und Bibliografie
- Bibliotheksmanagement
- Druck-Medien
- Kultur- und Geschichte
- Informationsressourcen des Tourismus
- Informationstechnologien
- Informationsbroker
- Informationssicherheit
- Informatik

Die Ausbildungsmodule, die zum Masterabschluss führen, sind:
- Bibliotheksmanagement
- Bibliotheks- und Informationskommunikation
- Management der Druck-Medien
- Informationstechnologien und Informationsbroker
- Informationssicherheit und Management
- Kultur- und Geschichte im Informationsbereich
- Kultur- und Geschichte der Republik Bulgarien
- Medieninformation und Werbung
- Informationsressourcen des Tourismus
- Unternehmensmanagement und Innovationen in den Informationstechnologien

Die Universität ist Mitglied im Netzwerk der Balkan-Universitäten (Albanien, Bosnien-Herzegowina, Bulgarien, Griechenland, Kosovo, Kroatien, Mazedonien, Moldawien, Montenegro, Rumänien, Serbien, Slowenien, Türkei).